# Paris Saint-Germain Handball
A Paris Saint-Germain Handball egy francia férfi kézilabda-csapat, amelynek székhelye Párizsban van. A csapat nyert már francia bajnokságot, és francia kupát.

## Története
A klubot 1941-ben "Asnières Sports" néven alapították, később, 1992-ben csatlakozott csak Paris Saint-Germain egyesülethez, amelynek a kézilabda szakosztálya lett a csapat. 2009-ben a PSG kiesett a francia első osztályból, de miután a másodosztályt egyből megnyerte, 2010-től ismét a legmagasabb ligában szerepel.
2012-től a PSG labdarúgó-csapata mellett a kézilabdacsapatot is a katari Qatar Sports Investments támogatja jelentősen. Ennek köszönhetően tudták leigazolni a világ legjobb játékosának megválasztott Mikkel Hansent, Thierry Omeyert, Nikola Karabatić-ot és Daniel Narcisse-t, valamint több francia válogatottat.

## Sikerei
- Francia bajnokság győztese: 2013, 2015, 2016, 2017, 2018, 2019, 2020,[1] 2021, 2022, 2023, 2024
- Francia kupa győztese: 2007, 2014, 2015, 2018, 2021, 2022

## Jelenlegi keret
A 2024–2025-ös szezon játékoskerete:
| Kapusok - 12 Andreas Palicka - 16 Jannick Green Balszélsők - 20 Mathieu Grebille - 90 Léo Plantin Jobbszélsők - 14 Ferrán Solé - 19 David Balaguer Beállók - 02 Rubén Marchán - 21 Kamil Syprzak - 22 Luka Karabatić (c) - 97 Gauthier Loredon | Balátlövők - 32 Jacob Holm - 47 Wallem-Konrad Peleka - 71 Elohim Prandi Irányítók - 06 Luc Steins - 77 Dani Baijens Jobbátlövők - 10 Kent Robin Tønnesen - 23 Jahja Omar |